# Halolaelaps nodosoides
Halolaelaps (Saprogamasellus) nodosoides – gatunek roztocza z kohorty żukowców i rodziny Halolaelapidae.
Gatunek ten opisany został w 1993 roku przez Czesława Błaszaka i Rainera Ehrnsbergera.
Samiec tego żukowca ma na tarczce opistonotalnej boczne wcięcia, pojedynczą chitynową klamerkę w przedniej części tarczki wentroanalnej i 5 węzełkowatych struktur na każdym kolanie czwartej pary odnóży. Samica wyróżnia się spośród innych gatunków podrodzaju obecnością 13 par szczecin na tarczce opistonotalnej.
Roztocz znany z Niemiec, gdzie występuje w strefie litoralu Morza Północnego.